# Schachblumenwiesen

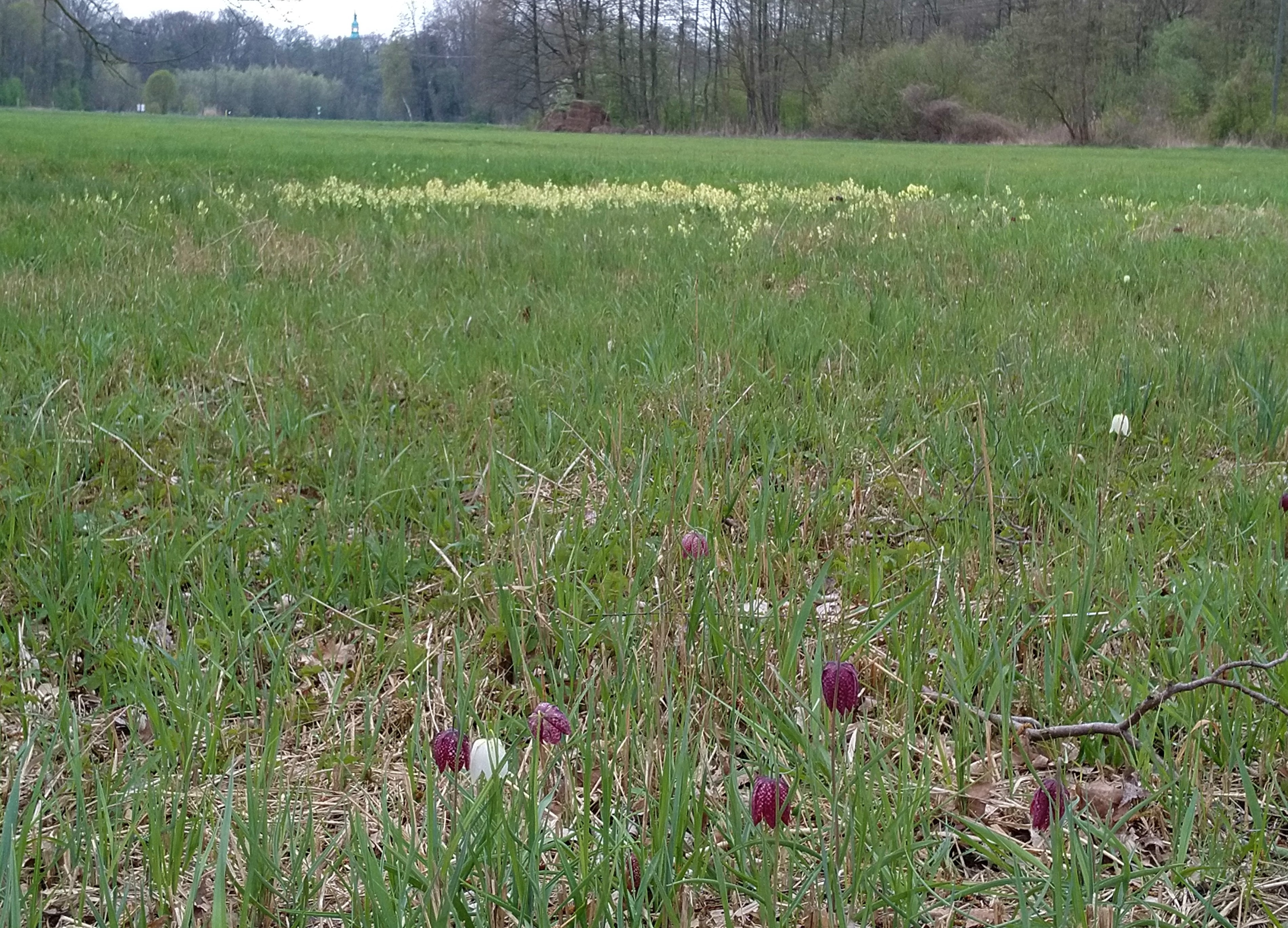
Hesselwiese mit blühenden Schachblumen. Im Hintergrund: Hohe Schlüsselblume (Primula elatior)

Die Schachblumenwiesen sind ein Naturschutzgebiet im Stadtgebiet von Sassenberg im Münsterland in Nordrhein-Westfalen. Es handelt sich um eines der wenigen Gebiete in Deutschland, in denen die streng geschützte Schachblume (Fritillaria meleagris) noch vorkommt.

## Beschreibung des Gebietes
Ein Teil des an der Hessel gelegenen Wiesengeländes wurde 1956 auf einer Fläche von 1,8 Hektar als Naturschutzgebiet ausgewiesen. Im Jahr 1957 wurden etwa 55.000 Schachblumen gezählt. Seit den 1960er-Jahren ging die Zahl der blühenden Pflanzen stark zurück. Während es 1961 noch etwa 3.000 Pflanzen waren, konnten 1974 nur noch 250 blühende Exemplare registriert werden. 1977 ließ die Stadtverwaltung des Ortes über 3.000 Schachblumen aus einem Privatgarten ausgraben und in ein anderes Wiesenareal verpflanzen. Inzwischen wurde ein großer Teil dieses Gebietes von insgesamt rund 91 Hektar zusammen mit dem Waldgebiet „Sassenberger Tiergarten“ unter Naturschutz gestellt. In den Wochen der Schachblumenblüte werden die Standorte intensiv überwacht. Während im Jahr 2014 nur noch rund tausend Blumen gezählt wurden, stieg ihre Zahl 2020 auf 4025 Exemplare.
Bei den Sassenberger Schachblumenwiesen handelt es sich vermutlich nicht um ein natürliches Vorkommen. Die Pflanzen sind wahrscheinlich Gartenflüchtlinge aus dem ehemaligen Sassenberger Schlossgarten, die im Laufe der Zeit auf den Hesselwiesen verwilderten. Dafür spricht vor allem, dass hier ursprünglich eine beinahe reine Population der seltenen weißen Farbvariante anzutreffen war, bedingt durch einen möglichen genetischen Flaschenhals. Hier waren wohl nur ganz wenige rein weißblütige Exemplare (möglicherweise sogar nur ein einziges Exemplar) Stammeltern eines ganzen Vorkommens von vielen tausend Individuen. Während der 1960er- und 1970er-Jahre aber sind mutmaßlich auch „fremde“ Schachblumen in diese isolierte, fast rein weißblütige Population eingebracht worden, die dem „weiße(n) Wunder“ von Sassenberg zunehmend die Einmaligkeit nehmen.

## Bestandsentwicklung der Schachblume
| Jahr | Anzahl | davon rotblütig |
| ---- | ------ | --------------- |
| 1956 | 26 000 | 4               |
| 1957 | 55 000 | -               |
| 1958 | 50 000 | 15              |
| 1961 | 3000   | -               |
| 1965 | 350    | 2               |
| 1974 | 250    | 1               |
| 1981 | 800    | 11              |
| 1982 | 300    | 11              |
| 1983 | 550    | 85              |
| 1984 | 525    | 45              |
| 1985 | 500    | 52              |
| 1986 | 310    | 40              |
| 1987 | 790    | 45              |
| 1988 | 300    | 26              |
| 1989 | 234    | 24              |
| 1990 | 243    | 9               |
| 1991 | 359    | 31              |
| 2008 | 55     | ?               |
| 2013 | 2803   | ?               |
| 2017 | 1900   | ?               |
| 2020 | 4025   | ?               |
| 2022 | 4834   |                 |